# Sortida de la processó del Corpus de l'església de Santa Maria
Sortida de la processó del Corpus de l'església de Santa Maria és una pintura a l'oli realitzada per Ramon Casas el 1897 a Barcelona i que actualment s'exposa al Museu Nacional d'Art de Catalunya de Barcelona, on va arribar per adquisició a la «IV Exposició de Belles Arts i Indústries Artístiques» de Barcelona de 1898, on va obtenir una Primera medalla. Existeixen diversos esbossos d'aquesta pintura.
Es tracta d'una obra dins del realisme social que Casas va conrear per a reflectir l'ambient de conflictivitat social de finals del segle xix.

## Descripció
El 7 de juny de 1896, un cop la processó del Corpus Christi havia sortit de l'església barcelonina de Santa Maria del Mar, es va produir un atemptat amb bomba al carrer del Canvis Nous. La bomba va esclatar a mitja processó, va matar dotze persones i va sembrar el pànic a la ciutat. Com a conseqüència de l'atemptat es varen detenir centenars de sospitosos per a ser jutjats al Procés de Montjuïc, un fet representat figurativament per Casas a la seva obra La càrrega.
El fet forma part del turbulent panorama social de la Catalunya del tombant de segle, dominat per atemptats anarquistes com aquest o com la bomba del Liceu quatre anys abans.
Aquesta vegada, Casas elegeix el moment de la sortida de la processó de l'església, abans del seu pas pel carrer de Canvis Nous, on es produí l'atemptat. Com també va fer a l'obra Garrot vil, l'escena està enquadrada de dalt estant i el pintor es recrea en el joc cromàtic i festiu dels estendards, els domassos dels balcons i els vels de les nenes vestides de primera comunió que acompanyen la processó. Al·ludeix així de forma el·líptica al caos i la desesperació que es produirà poc després, dels quals les víctimes són ignorants. La tècnica, molt solta, de pinzellades ràpides i poc carregades de matèria, és pròpia de quadres de petit format, però resulta molt més difícil d'aplicar en una tela de les dimensions d'aquesta. Casas aplica, una vegada més, amb una gran audàcia, els recursos de la pintura moderna a un gènere que hi semblava vedat.